# Topolčani
Topolčani (makedonska: Тополчани) är en ort i Nordmakedonien. Den ligger i kommunen Prilep, i den sydvästra delen av landet, 90 kilometer söder om huvudstaden Skopje. Topolčani ligger 594 meter över havet och antalet invånare är 2 773.